# Château de Frugie
Le château de Frugie est un château français implanté sur la commune de Saint-Pierre-de-Frugie dans le département de la Dordogne, en région Nouvelle-Aquitaine.
Il fait l'objet d'une protection au titre des monuments historiques.

## Présentation
Le château de Frugie se situe au nord-est de la Dordogne, en Périgord vert, à 100 mètres au sud-ouest de l'église du bourg de Saint-Pierre-de-Frugie. C'est une propriété privée.
À l'origine, il se présentait sous la forme d'un quadrilatère dont les côtés nord-ouest et sud-est ont disparu. Au début du XXIe siècle, deux lignes de bâtiments subsistent : au sud-ouest, le logis encadré de deux tours massives rectangulaires, le tout couronné de mâchicoulis vers l'extérieur ; au nord-est des ruines recouvertes de lierre et précédées d'une douve sèche avec, côté intérieur, les restes d'une chapelle.
Il est inscrit au titre des monuments historiques depuis le 21 mars 1968 pour ses façades et sa toiture.

## Historique
Le château actuel, bâti aux XVe et XVIe siècles, succède à un repaire fortifié médiéval ravagé lors des conflits avec les Anglais.
L'entrée du logis sud est ornée d'un portail Louis XIII que précédait auparavant un pont-levis supprimé lors du comblement des douves. Le portail de la chapelle remonte au XVIIe siècle.
Le 18 avril 1672, Hélie d'Arlot de Frugie, chevalier, seigneur de Frugie, de Cumond et autres lieux y décède.

## Galerie

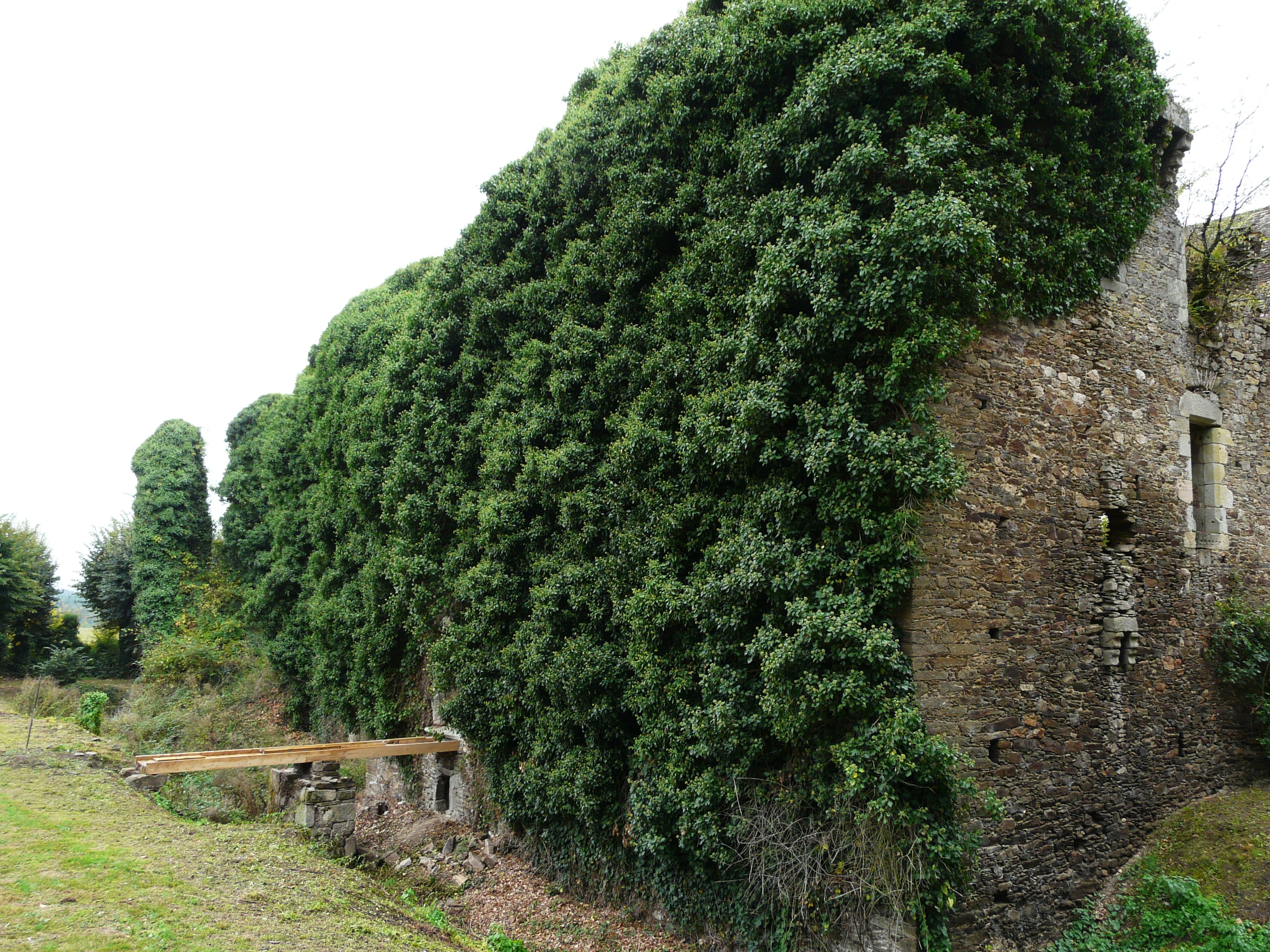
Les ruines du bâtiment nord-est.
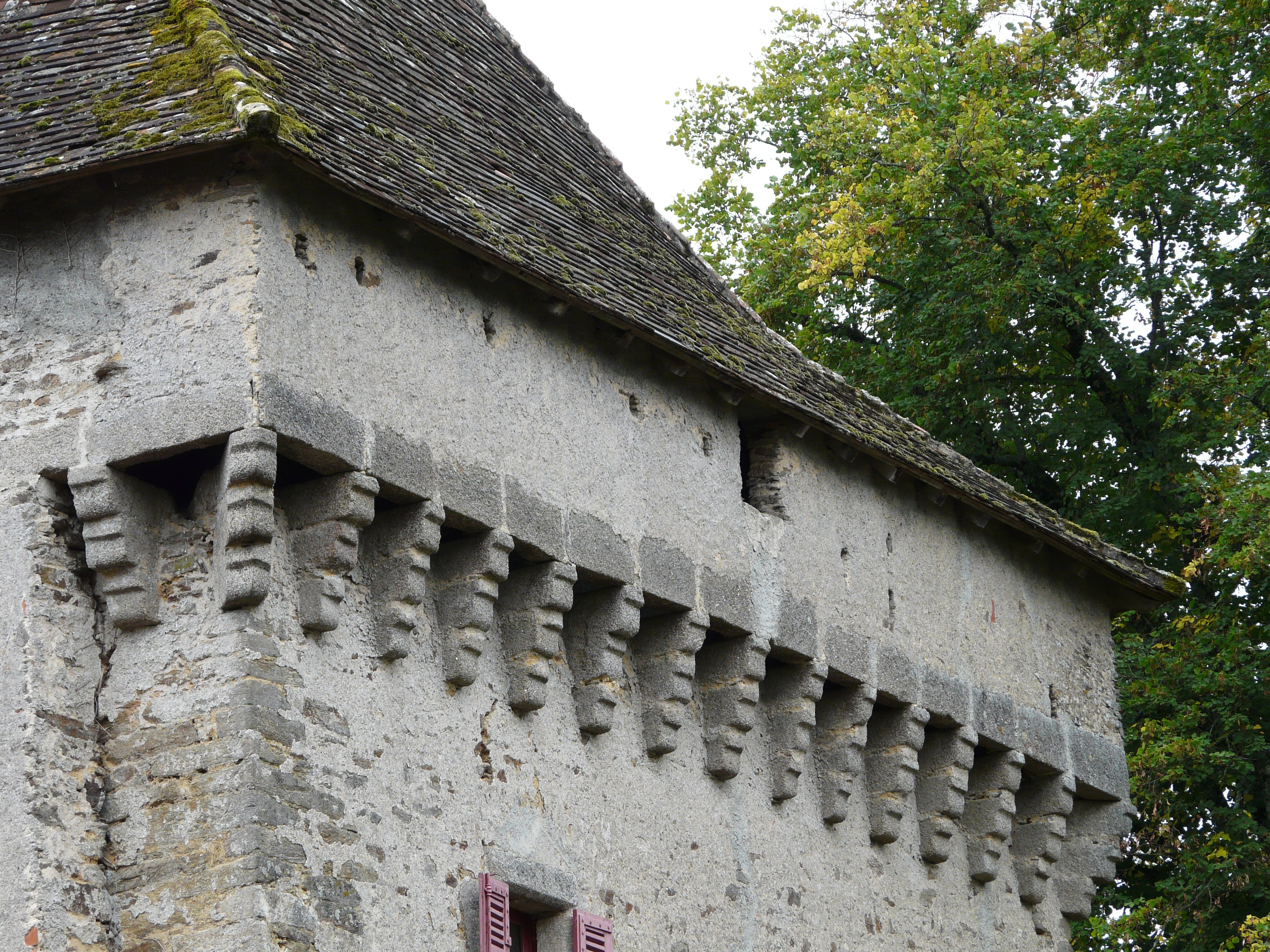
Les mâchicoulis de la tour ouest.
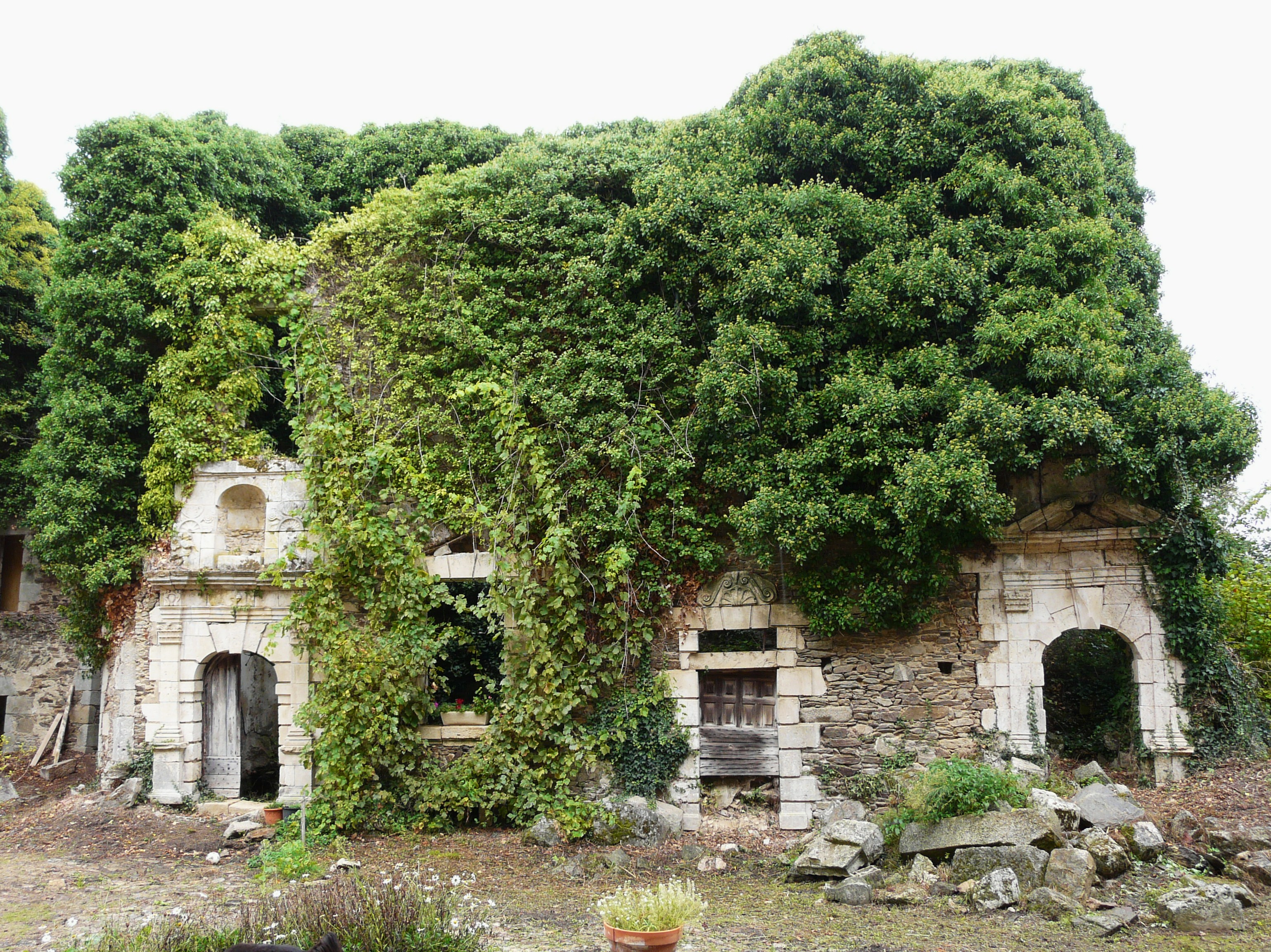
Les ruines de la chapelle.
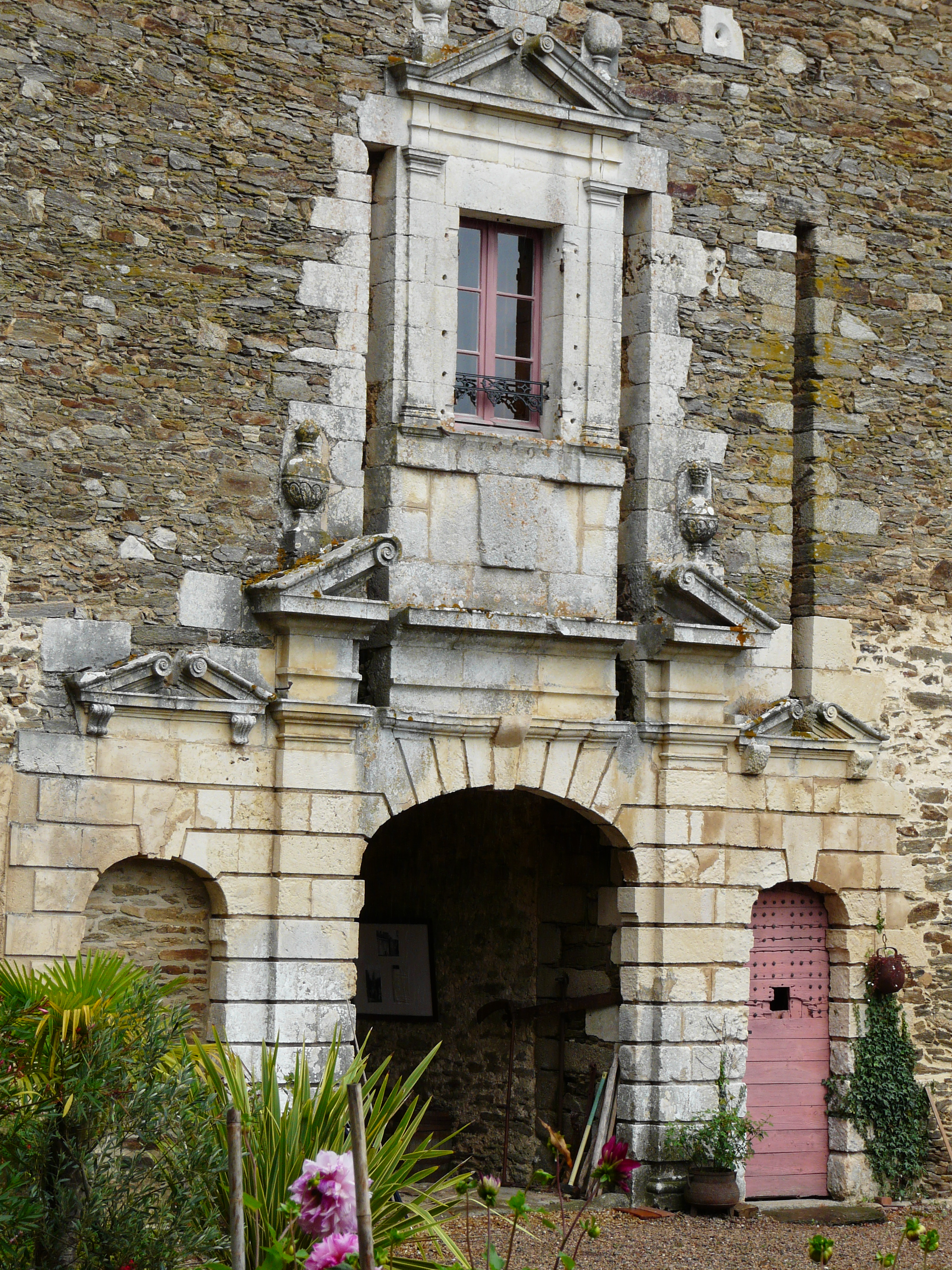
Le portail Louis XIII.